# Залив
Зали́в — часть океана, моря, озера или другого водоёма, глубоко вдающаяся в сушу, но имеющая свободный водообмен с основной частью водоёма.
Среди заливов различаются: бухта (моря и озёра), губа (часто речные устья), эстуарий, фьорд, лиман, лагуна (в основном вдоль песчаных берегов), гавань и др.
Гидрологические и гидрохимические условия залива тождественны с условиями водоёма, частью которого он является. В отдельных случаях местные особенности климата и материковый сток могут придавать гидрологическим характеристикам поверхностного слоя заливов некоторые специфические черты.
К наиболее крупным заливам Мирового океана относятся заливы: Аляскинский, Бенгальский, Бискайский, Большой Австралийский, Гвинейский.
В ряде случаев название «залив» закрепилось за акваториями, которые по своему гидрологическому режиму являются морями (например, Мексиканский, Гудзонов, Персидский, Калифорнийский).
Также к заливам принято относить затопленные кратеры вулканов, лагуны атоллов.
Согласно определению в международном праве, изложенному в Конвенции ООН по морскому праву 1982 года, «под заливом понимается хорошо очерченное углубление берега, вдающееся в сушу в такой мере, — в соотношении к ширине входа в него, — что содержит замкнутые сушей воды и образует нечто большее, чем простую извилину берега. Углубление не признаётся, однако, заливом, если площадь его не равна или не больше площади полукруга, диаметром которого служит линия, пересекающая вход в это углубление». Иными словами, площадь акватории залива должна быть не меньше площади полукруга с диаметром, равным ширине входа. Если углубление имеет несколько входов ввиду наличия островов, за ширину входа принимается сумма ширин отдельных входов. Площадь островов, расположенных внутри углубления, прибавляется к площади акватории. Площадь залива и ширины входов отсчитываются от линии наибольшего отлива.

## Вид заливов
- Балаклавская бухта.
- Гейрангер-фьорд, Норвегия.
- Венецианская лагуна. Вид из космоса.
- Днестровский лиман, образованный в устье реки Днестр. Вид из космоса.
- Панорама залива Хайфа.
- Финский залив. Вид из космоса.